# Tirpitzøya

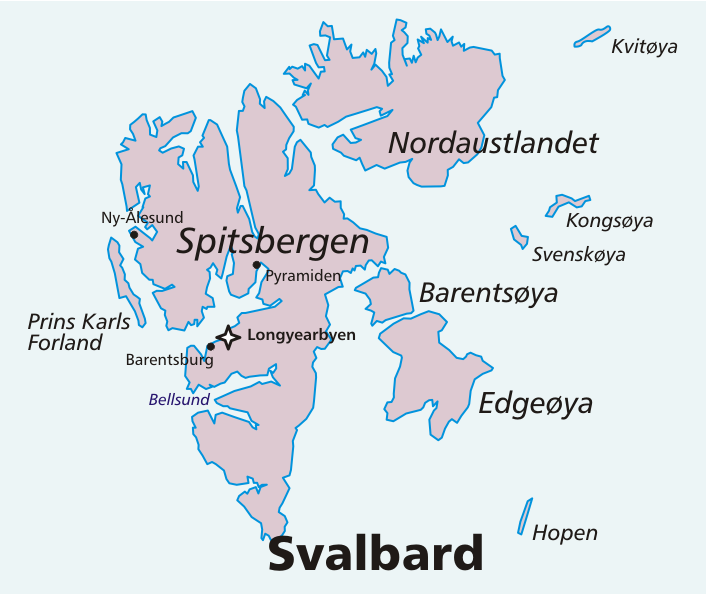
Lägeskarta

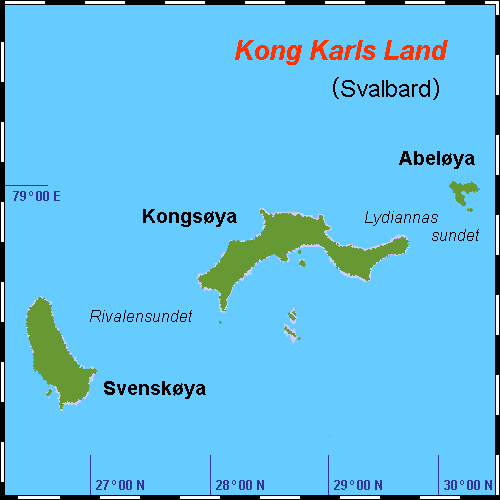
Kong Karls Land

Tirpitzøya (svenska Tirpitzön) är en liten ö i ögruppen Kong Karls land i nordöstra Svalbard. Ögruppen har den största populationen av isbjörn i hela Svalbard.

## Geografi
Tirpitzøya ligger cirka 295 km nordöst om Longyearbyen och cirka 80 km sydöst om Nordaustlandet i Barents hav i Norra ishavet.
Den obebodda ön ligger 15 km söder om huvudön Kongsøya i viken Breibukta: Ön är cirka 3,3 km lång och mellan 200 och 500 m bred.
Ön består av sedimentära bergarter från Mesozoikum och basaltsten och har endast mycket lite växtlighet:
Förvaltningsmässigt ingår Tirpitzøya i naturreservatet Nordaust-Svalbard naturreservat:

## Historia
Ögruppen upptäcktes möjligen redan 1617 av engelske valfångaren Thomas Edge som då döpte området till Wiches Land . Ögruppen föll därefter i glömska.
År 1853 återupptäckte norske sälfångaren Erik Eriksen  ögruppen igen utan att närma sig den.
Tirpitzøya är namngiven efter Alfred von Tirpitz av den tyska "Helgolandexpeditionen" 1898 under ledning av Römers och Schauginns.
År 1973 inrättades Nordaust-Svalbard naturreservat.
Den 1 juli 1985 instiftades totalt landstigningsförbud på hela ögruppen. Förbudet gäller alla öar och skär och inkluderar även havsområdet 500 meter från land.